# Виннипег (озеро)
Ви́ннипег — крупное озеро в провинции Манитоба, Канада, примерно в 55 км к северу от города Виннипег. С 1990-х годов входит в одноимённое водохранилище. Это крупнейшее озеро в пределах южной Канады.

## История и этимология
Канадская энциклопедия сообщает, что первым европейцем, посетившим берега озера, был, вероятно, английский первопроходец Генри Келси в 1690 году. Благодаря ему оно стало известно под названием на языке кри: win-nipi, что означает «мутные воды». Согласно Британской энциклопедии, первым европейцем, увидевшим «мутные воды», стал сын французского исследователя ла Верандрие, и он же сохранил его исконное название. Вскоре озеро приобрело важное значение как связующее звено между торговым постом Йорк-Фэктори на Гудзоновом заливе и меховыми промыслами в бассейне рек Ред и Ассинибойн.
Первый форт на Виннипеге был построен в 1730-х годах. В 1812 году была основана колония Ред-Ривер на месте слияния одноимённой реки и Ассинибойна к югу от озера. Позже эта колония, переименованная в Виннипег, стала столицей провинции Манитоба.

## География и гидрография
Озеро, расположенное на юге центральной Канады, у юго-западной границы Канадского щита, относительно длинное и узкое. Длина с севера на юг составляет, согласно Канадской энциклопедии, 416 км, согласно Британской энциклопедии — 425 при максимальной ширине 109 км, а согласно Большой российской энциклопедии — 442. Площадь — от 24,3 до 24,4 тыс. км², что делает его шестым по площади пресноводным озером в Канаде и десятым в мире. Озеро занимает 3,7 % от общей территории провинции Манитоба. Общая длина сильно изрезанного побережья составляет около 1750 км.
Озеро Виннипег мелководно: средняя глубина составляет, по разным источникам, от 12 до 15 м; существуют расхождения источников в отношении максимальной глубины озера: сайт правительства Манитобы указывает, что у северо-восточного берега острова Блэк глубины достигают 36 м, тогда как оценки в Большой Российской и Канадской энциклопедиях составляют соответственно 28 и 18 м. Глубины в северной и южной части озера различны, представляя собой два бассейна, соединённых узкими протоками — северный, одновременно занимающий большую площадь и более глубокий, и меньший и мелководный южный (средняя глубина последнего — 9 м). Общий объём — 284 км³. Абсолютная высота зеркала воды над уровнем моря — 217 м.
В озеро впадают многочисленные реки, крупнейшие из которых — Саскачеван, Ред-Ривер (с большим притоком Ассинибойн) и Виннипег. Вместе они несут больше 60 % от общего количества воды, поступающей в озеро. Другие значительные притоки — Поплар, Беренс, Пиджон, Маниготаган, Дофин, Фишер и Айсландик. Водосборный бассейн простирается с запада на восток от предгорий Скалистых гор в Альберте через Саскачеван и Манитобу до Канадского щита в Онтарио, а на юг — до верховий Миссисипи, захватывая большую часть штатов Миннесота и Северная Дакота. Площадь водосборного бассейна составляет около 984 200 км². Сток из озера Виннипег осуществляется через реку Нельсон, текущую в Гудзонов залив Северного Ледовитого океана (среднемноголетний расход воды 2066 м³/с). Сроки полной смены воды в озере — от трёх до пяти лет, что быстрее, чем в большинстве других крупных озёр.
Ложе озера Виннипег сформировалось в толще известняка и глинистого сланца в результате движения ледников. Около 12 тысяч лет назад, после отступления последнего ледника, всю образовавшуюся впадину занимало ледниковое озеро Агассис. По мере пересыхания этого водоёма обнажилась плоская равнина, тянущаяся от Манитобского нагорья на западе до края Канадского щита на востоке. В настоящее время эта равнина известна как Манитобская низменность, на которой, помимо озера Виннипег, располагаются также озёра Манитоба и Виннипегосис.
В силу малых глубин в озере не происходит разделения на температурные слои, и разница в температуре между поверхностными и донными водами не превышает 1-2 градусов. Преобладающие ветры, дующие с севера вдоль озера, формируют у его южных берегов нагонные приливы, высотой достигающие более метра осенью, в период наиболее сильных ветров.
На озере протяженные песчаные берега, крупные известняковые скалы и много пещер с летучими мышами в некоторых районах. На озере несколько сотен островов, большинство из них необжитые и дикие. Крупнейшие из островов — Хекла, Дир и Блэк — входят в провинциальный парк Хекла (см. Экология).

## Экология
Экологическая ситуация в озере нестабильна. В последние десятилетия увеличивается, по-видимому, за счёт поступления с водой Ред-Ривер, концентрация питательных веществ, что привело к увеличению вдвое массы фитопланктона за счёт прироста сине-зелёных водорослей, занявших в его составе главенствующее положение. Концентрация фосфора и азота наиболее велика у южного побережья и постепенно уменьшается к северу.
В озере обитают несколько водных инвазивных видов, включая моллюсков вида речная дрейссена, которые способны повлиять на экологический баланс. За счёт активного вылова с начала XXI века резко уменьшилась популяция таких промысловых рыб (см. Хозяйственное значение) как светлопёрый судак (от 2/3 до 85 % с 2000 по 2010 год) и канадский судак (на 96 %).
На восточной стороне озера растут девственные таёжные леса. В 2018 году зона девственного леса по обе стороны границы между провинциями Манитоба и Онтарио, известная как Пимачиовин Аки (в переводе с оджибве «земля, дающая жизнь») получила статус объекта Всемирного наследия ЮНЕСКО.
На побережье озера создано два заказника и провинциальный парк. На восточном берегу озера — заказник Поплар/Нановин-Риверс. В центральной части озера — заказник Фишер-Бей, расположенный по берегам одноимённого залива и на островах. В южной части озера — провинциальный парк Хекла / Грингстон.

## Хозяйственное значение

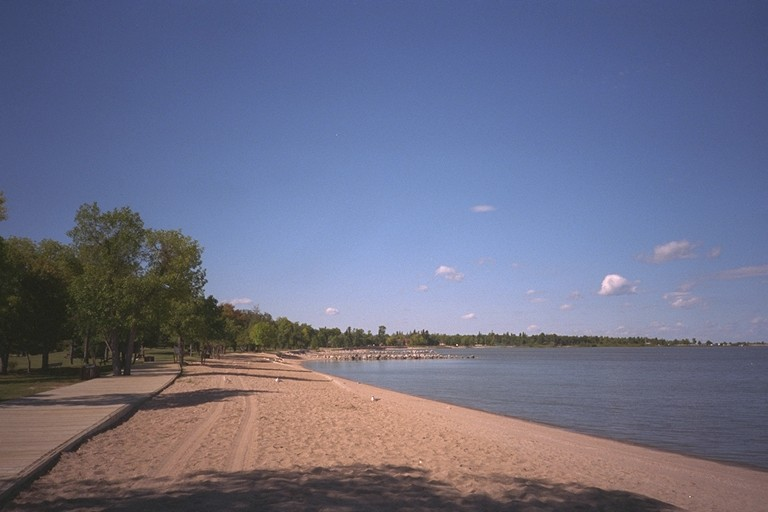
Пляж на озере

На берегах озера Виннипег проживает 23 тысячи человек в 30 населённых пунктах, включая 11 общин коренных народов. Каскад электростанций «Гидроэлектрический проект реки Нельсон» производит электроэнергию для нужд провинции и на экспорт. Комплекс, начавший работу в 1976 году, превратил Виннипег в третье по размерам гидроэлектрическое водохранилище в мире. Водохранилище достигает в длину около 500 км, его объём, по данным Большой Российской энциклопедии, 29,8 км³.
Озеро Виннипег имеет также значение для водных перевозок и для коммерческого рыболовства; рыболовецкие хозяйства располагаются в Гимли. В 2013/2014 годах в коммерческом рыболовстве на Виннипеге были заняты более 800 человек. За этот сезон было добыто 4457 т светлопёрого судака, 1336 т сельдевидного сига и 313 т канадского судака. Развито спортивное рыболовство, специализация — судак, щука и озёрный осётр, но ловится также малоротый и жёлтый окунь.